# Artists Rifles
 (décembre 2023).
Si vous disposez d'ouvrages ou d'articles de référence ou si vous connaissez des sites web de qualité traitant du thème abordé ici, merci de compléter l'article en donnant les références utiles à sa vérifiabilité et en les liant à la section « Notes et références ».

L'Artists Rifles est une unité de volontaires qui regroupe des artistes de toutes origines, désireux de combattre pour le Royaume-Uni. 
Elle est devenue en 1947 le 21 Special Air Service (Reserve), une unité de réserve du Special Air Service.

## Origine
L'idée d'un corps armé composé d'artistes est à l'origine née en 1854 à Londres : un étudiant en arts, Edward Sterling, se mobilisa à la suite de l'attentat d'Orsini contre Napoléon III, pour lequel la responsabilité du Royaume-Uni avait été évoquée, ce qui déclencha la crainte d'une attaque de la France. Cette idée prit de l'ampleur au moment de la Guerre de Crimée.
Il vit officiellement le jour le 25 mai 1860 sous le nom de 38th  Middlesex (Artists') Rifle Volunteer Corps, dont le quartier général se trouvait à Burlington House.
Il comprenait des artistes professionnels, peintres, sculpteurs, musiciens, acteurs, architectes… L'unité n'était organisée pour être opérationnelle qu'en cas de guerre. 
En septembre 1880, l'unité est renommée le 20th Middlesex (Artists') Rifle Volunteer Corps ; puis lors des réformes Childers en 1881 il devient le 7e bataillon de volontaires de la Rifle Brigade ; en 1892 le 6e bataillon ; enfin lors de la formation de la Territorial Force le 1er avril 1908, il devient le 28e bataillon du London Regiment (en).
Lors de la Première Guerre mondiale, l'afflux de volontaires permis d'organiser trois bataillons, qui servent dans un premier temps d'unité de dépôt pour former des officiers. Après la bataille de Cambrai, des contre-attaques ont lieu de part et d'autre. Sur le saillant de Marcoing, le 1er bataillon du régiment Artists Rifles se lance le 30 décembre 1917 dans la Welsh-Ridge counter-attack après un raid meurtrier des Allemands (qui, vu la neige, avaient attaqué camouflés sous des toiles blanches) ; les Artists sont pratiquement anéantis, mais les Allemands ne peuvent consolider leur avantage.
Lors de la réorganisation de l'armée britannique au début des années 1920, l'unité devient le 28th County of London Regiment. Le régiment sert de nouveau de cadre pour la formation d'officiers lors de la Seconde Guerre mondiale.
Après 1945, l'unité est transformée en un bataillon de réservistes du Special Air Service. Intégrée dans les United Kingdom Special Forces comme l’ensemble des SAS, elle passe comme le 23 Special Air Service Regiment sous le contrôle du 1st Intelligence Surveillance and Reconnaissance Brigade (en) (en abrégé 1 ISR Bde) opérationnel le 1er septembre 2014.

## Personnalités engagées dans lesArtists Rifles
221 artistes furent mobilisés durant des conflits militaires, dont :[réf. souhaitée]

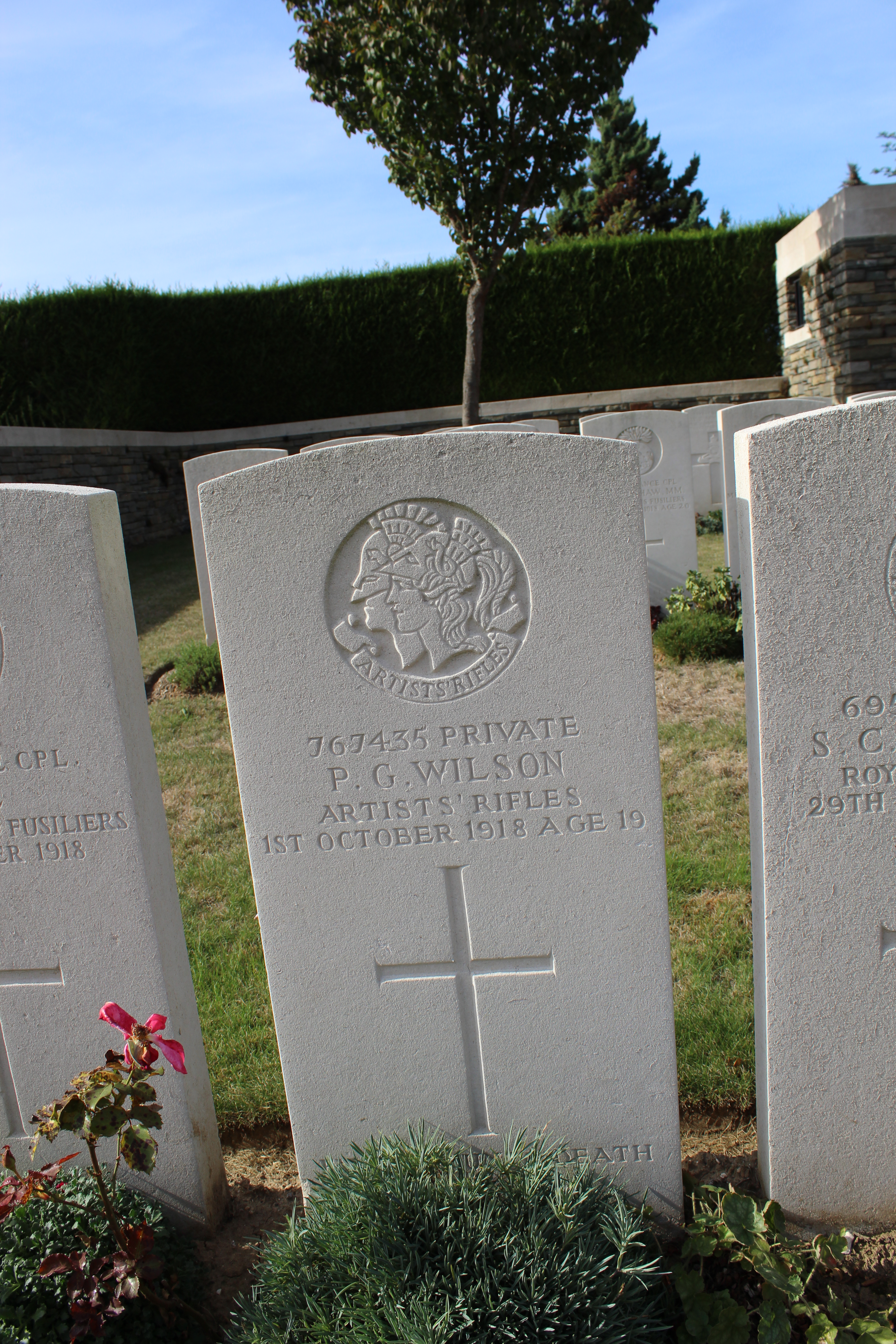
Tombe de Percy Gordon Wilson (mort à 19 ans) dans le cimetière militaire britannique de Cantaing-sur-Escaut, Nord (France).

- Martin Donisthorpe Armstrong (1914-1918)
- Rex Vicat Cole (1914-1918)
- Alfred Egerton Cooper (en) (1914-1918)
- Noël Coward
- Robert William Edis
- Bernard Fleetwood-Walker
- Eric Forbes-Robertson (1914-1918)
- Bear Grylls
- Charles Sargeant Jagger (en) (1914-1918)
- John Everett Millais
- William Morris
- John Nash (1914-1918)
- Paul Nash (1914-1918)
- Malcolm Osborne
- Wilfred Owen (1914-1918)
- Dante Gabriel Rossetti
- Simeon Solomon
- Solomon Joseph Solomon
- John Roddam Spencer Stanhope
- Algernon Swinburne

## Galerie

Œuvres produites pendant leur engagement
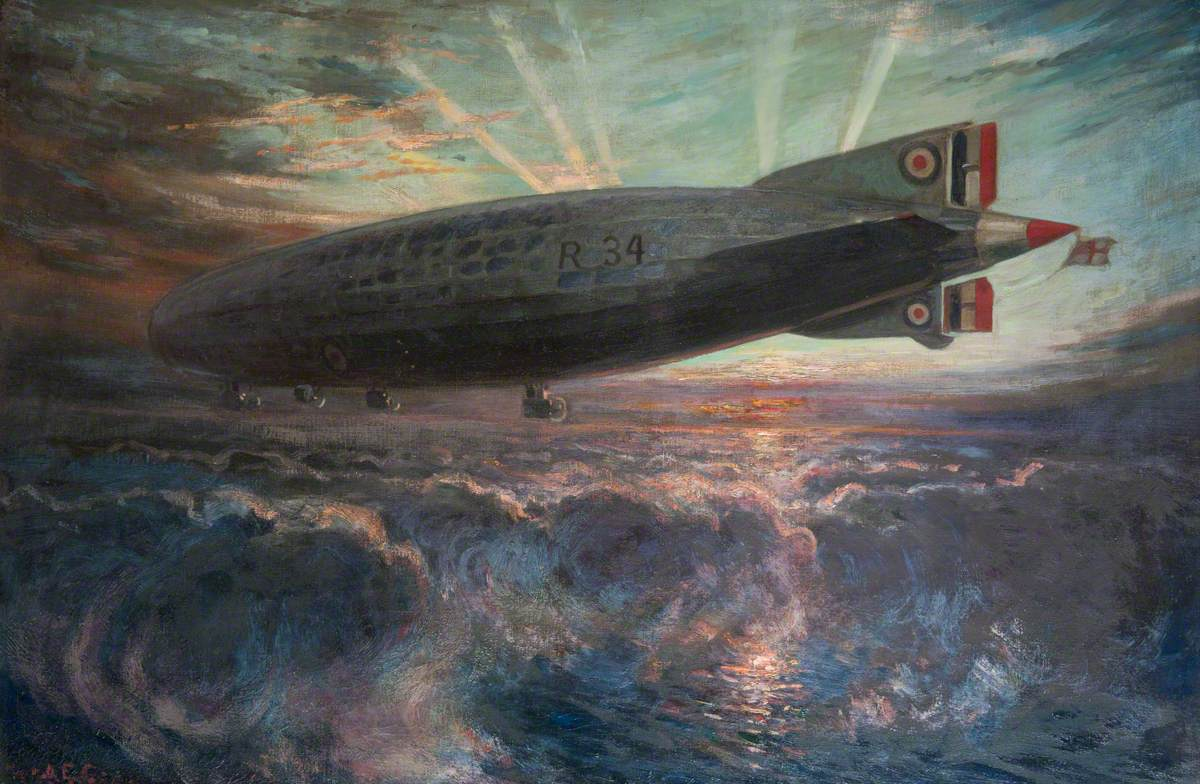
Alfred Egerton Cooper (en) : Airship R34 (avant 1919)
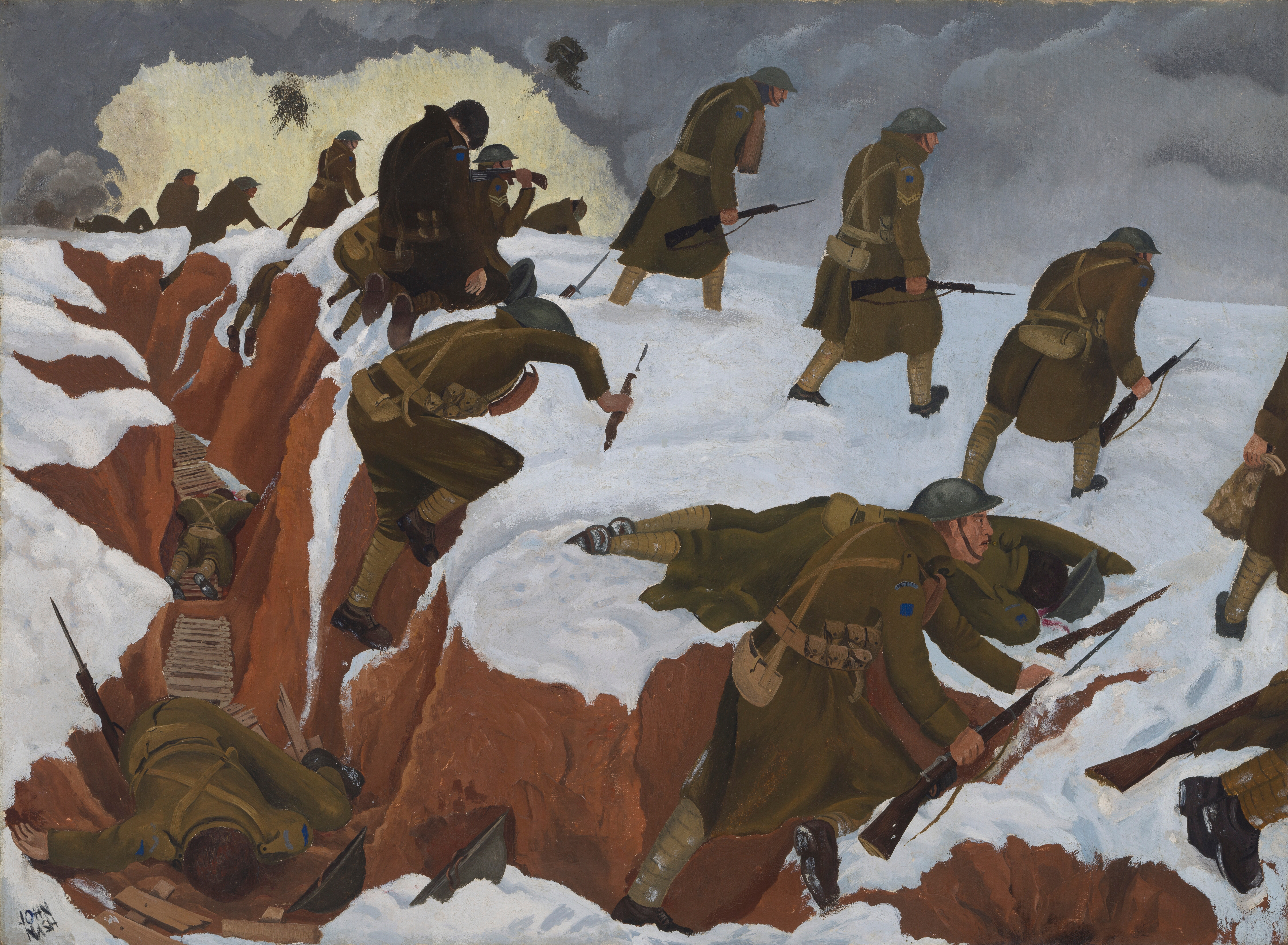
John Nash : Over The Top (1918)
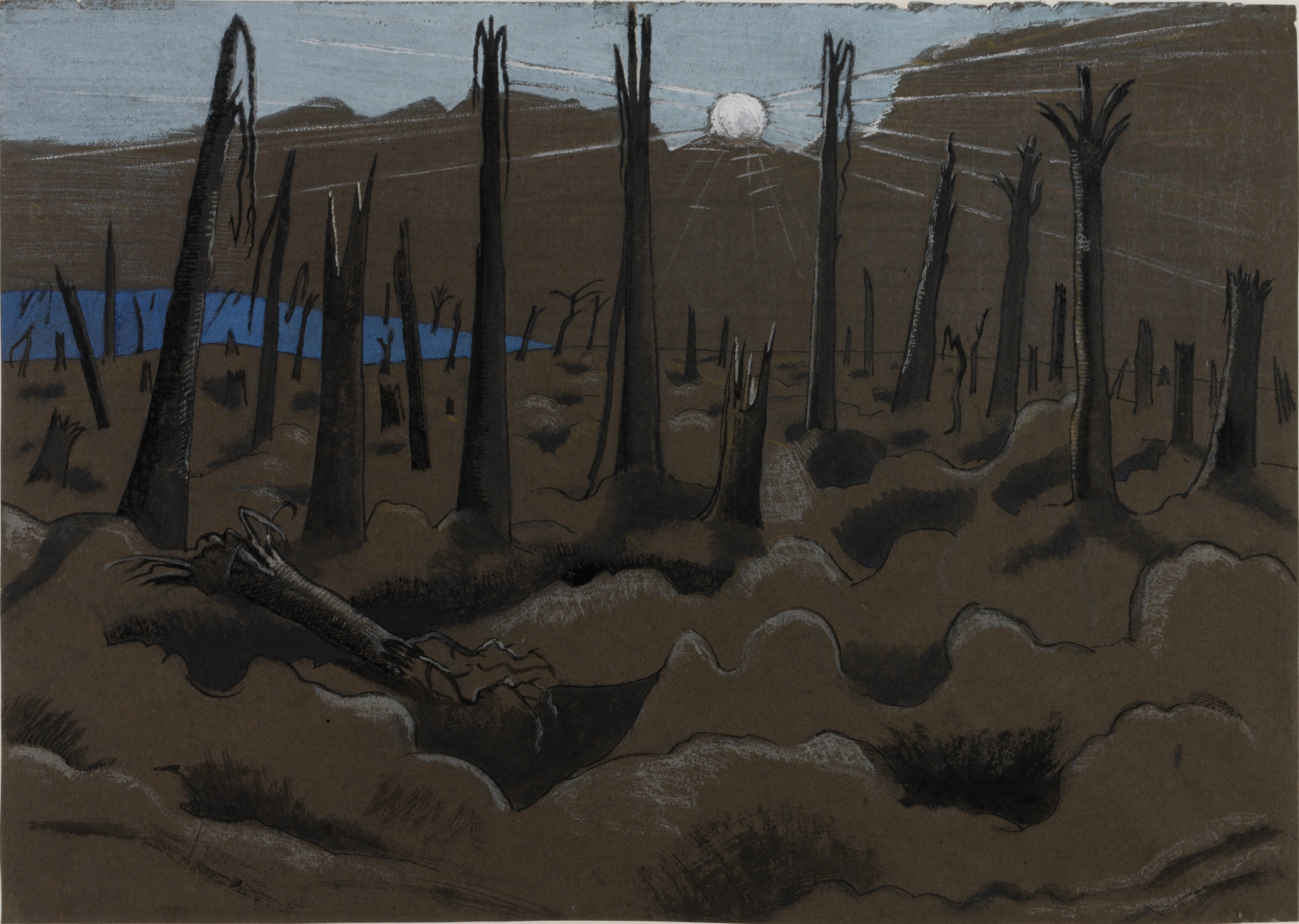
Paul Nash, Sunrise, Inverness Copse (1918).

## LesArtists Riflesdans la culture populaire
- Hugo Pratt met en scène un officier des Artists Rifles dans Corto toujours un peu plus loin (« La Lagune des Beaux Songes »), une aventure de Corto Maltese, Cong S.A., Suisse, 1970
- Dans le roman de Raymond Chandler The Long Goodbye, Eileen Wade porte un pendentif qui est une reproduction d'un insigne des Artists Rifles.